# 科列良卡
50°33′7″N 28°34′17″E / 50.55194°N 28.57139°E
科列良卡（烏克蘭語：Копелянка），是烏克蘭北部的村莊，隸屬日托米爾州的日托米爾區。該村始建於1920年，面積2.29平方公里，2001年人口7，人口密度每平方公里3.06人。